# DDR2

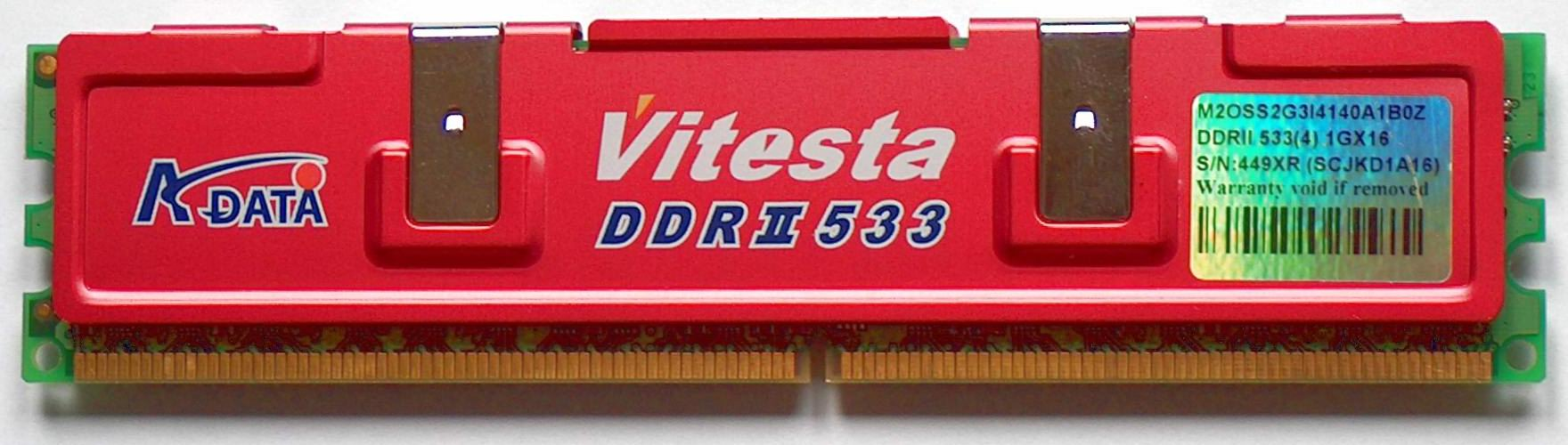
Un modulo di memoria RAM DDR2 da 1GB con relativo dissipatore

DDR2 è un tipo di memoria RAM specificata dallo standard JEDEC Semiconductor Memory, successore del DDR1. La differenza principale tra gli standard DDR2 e DDR1 sta nella maggiore velocità che le memorie DDR2 possono raggiungere nel trasferire dati da e verso l'unità centrale di calcolo, rispetto alle DDR1.

## Storia

### Implementazioni
Il primo prodotto ad usare la tecnologia DDR2 fu la scheda video GeForce FX 5800 di nVidia. La versione 5900 ritornò a DDR, come anche la 5950, per poi tornare con la 5700 Ultra ad usare la DDR2 con un clock di 900 MHz (rispetto agli 800 MHz della 5800 e 1 GHz della 5800 Ultra). 
Anche la ATI Radeon 9800 Pro con 256 MB di memoria (non la versione a 128 MB) usa DDR2, ma questo perché richiede meno piedini rispetto alla DDR. La Radeon 9800 Pro 256 MB ha una frequenza di clock di 20 MHz maggiore rispetto alla versione a 128 MB, e un maggior numero di chip. 
Si suppone che la DDR2 usata sulla 9800 Pro da 256 MB sia in effetti la memoria che avrebbe dovuto essere usata sulla serie GeForce FX 5900, ma finì per essere inutilizzata dopo che nVidia decise di bloccare la produzione della linea 5800. 
Successivamente un successivo chip ATI, il 9800XT è ritornato a DDR, ATI ha poi iniziato ad usare memorie GDDR3 sulla loro linea Radeon X800.

## Specifiche JEDEC
| Standard  | Modulo   | Frequenza di clock (MHz) | Frequenza bus I/O (MHz) | Velocità di trasferimento (MT/s) | Banda massima per canale (MB/s) |
| --------- | -------- | ------------------------ | ----------------------- | -------------------------------- | ------------------------------- |
| DDR2-400  | PC2-3200 | 100                      | 200                     | 400                              | 3,200                           |
| DDR2-533  | PC2-4200 | 133                      | 266                     | 533                              | 4,267                           |
| DDR2-667  | PC2-5300 | 166                      | 333                     | 667                              | 5,333                           |
| DDR2-800  | PC2-6400 | 200                      | 400                     | 800                              | 6,400                           |
| DDR2-1066 | PC2-8500 | 266                      | 533                     | 1066                             | 8,533                           |
| DDR2-1150 | PC2-9200 | 283                      | 566                     | 1150                             | 9,200                           |
| DDR2-1200 | PC2-9600 | 300                      | 600                     | 1200                             | 9,600                           |

I moduli di memoria DDR2 per personal computer desktop (DIMM) hanno 240 Pin, e sono quindi incompatibili con quelli DDR che hanno 184 pin.

## Prestazioni

### Clock
DDR2 raddoppia la velocità di clock rispetto a DDR, che a sua volta raddoppiò la velocità della SDRAM. Con una frequenza di clock di 100 MHz, SDR trasferisce i dati ad ogni fronte di salita del clock, raggiungendo così una velocità di trasferimento di 100 MHz effettivi. 
Come DDR1, DDR2 trasferisce i dati ad ogni fronte di salita e di discesa, ottenendo così una velocità di trasferimento di 200 MHz. Altri miglioramenti sono ottenuti attraverso un aumento dei buffer, un miglioramento del prefetch, richieste elettriche ridotte e packaging migliorato. In controparte, però, la latenza aumenta in DDR2 rispetto a DDR1.
La differenza tra DDR1 e DDR2 consiste nel fatto che il bus delle DDR2 presenta un clock raddoppiato rispetto al clock della singola cella di memoria, permettendo così di trasferire 4 bit per ogni ciclo, questo senza modificare la velocità delle celle di memoria. Le DDR2 possono quindi raggiungere una velocità del bus doppia rispetto alle DDR1.

### Consumi
Il risparmio di energia è ottenuto principalmente dalle migliori tecnologie utilizzate per produrre i chip, ma anche da una più bassa frequenza di clock. Un prodotto con DDR2 può usare una frequenza di clock di 1/4 rispetto a SDR, mantenendo la stessa larghezza di banda. Una frequenza di clock più bassa è anche più facile da pilotare su un circuito, riducendo così la potenza dissipata, soprattutto quando il bus dei dati è inattivo.

### Problemi
È importante sottolineare che le memorie DDR2 usate sulle schede video (a cui a volte ci si riferisce come GDDR2) sono in effetti una fusione delle tecnologie DDR e DDR2, e hanno avuto problemi di surriscaldamento dovuto al fatto che erano ancora utilizzate le tensioni per le DDR. 
ATI da allora ha creato la memoria GDDR3, che segue più da vicino le specifiche DDR2 (anche se ha alcune caratteristiche in più che le consentono di essere più adatta alle schede video) e che ha largamente sostituito DDR2 sulle schede video.

## Mercato

### Alternative
Le DDR2 hanno avuto pochi concorrenti nel settore delle memorie principali, anche se sono state sostituite dalle DDR3, che a loro volta sono state sostituite dalle DDR4 che a loro volta stanno scomparendo in favore delle più nuove e prestanti DDR5. Il primo è stato il RDRAM Rambus eXtreme Data Rate (XDR). Pur avendo velocità di clock molto elevate, Rambus è stato virtualmente disconosciuto dai produttori di chipset, e si suppone che più probabilmente XDR sarà utilizzato in applicazioni di punta. 
L'altra alternativa è la memoria Kentron Quad Band (QBM), che usa moduli DDR con due canali per modulo. QBM fu brevemente supportato da VIA, ma ha successivamente abbandonato questa tecnologia, e ci sono dubbi riguardo alla crescita commerciale di Kentron. 
L'ultima alternativa è la RAM Quad Data Rate (QDR), che è considerata la successione naturale della tecnologia DDR (DDR2 usa alcuni metodi del trasferimento di QDR, anche se è ancora basato su tecnologia DDR). Comunque si ritiene che QDR attualmente non abbia la più remota possibilità di commercializzazione a causa degli alti costi di produzione e dalle basse velocità ottenibili con questi moduli (a malapena 66 MHz, 266 MHz effettivi), e potrebbero non essere disponibili fino al prossimo decennio.

### Evoluzione
L'evoluzione naturale dello standard DDR2 è il DDR3.